# Skårsjön, Värmland
Skårsjön är en sjö i Eda kommun och Årjängs kommun i Värmland och ingår i Göta älvs huvudavrinningsområde. Sjön är 8,5 meter djup, har en yta på 0,384 kvadratkilometer och befinner sig 174,1 meter över havet. Sjön avvattnas av vattendraget Skårsälven. Vid provfiske har bland annat abborre, gers, gädda och löja fångats i sjön.

## Delavrinningsområde
Skårsjön ingår i det delavrinningsområde (662850-128510) som SMHI kallar för Utloppet av Skårsjön. Medelhöjden är 263 meter över havet och ytan är 29,4 kvadratkilometer. Det finns inga avrinningsområden uppströms utan avrinningsområdet är högsta punkten. Skårsälven som avvattnar avrinningsområdet har biflödesordning 4, vilket innebär att vattnet flödar genom totalt 4 vattendrag innan det når havet efter 288 kilometer. Avrinningsområdet består mestadels av skog (84 procent). Avrinningsområdet har 0,95 kvadratkilometer vattenytor vilket ger det en sjöprocent på 3,2 procent.

## Fisk
Vid provfiske har följande fisk fångats i sjön:
- Abborre
- Gärs
- Gädda
- Löja
- Mört